# Modern Times (álbum de IU)
| Críticas profissionais | Críticas profissionais |
| Avaliações da crítica  | Avaliações da crítica  |
| Fonte                  | Avaliação              |
| ---------------------- | ---------------------- |
| IZM                    | 3.5 de 5 estrelas.     |
| Allkpop                | 8.3 de 10 estrelas.    |

Modern Times é o terceiro álbum de estúdio da cantora sul-coreana IU. Foi lançado em 8 de outubro de 2013 pela LOEN Entertainment através da marca LOEN Tree. Ele possui um conceito retrô e parte da imagem feminina da cantora, que a estabeleceu como a "queridinha da nação", tentando vários estilos de música, como swing, jazz e bossa nova. Este é o seu primeiro álbum de estúdio coreano desde Last Fantasy (2011).
Modern Times contém treze faixas no total, trazendo a faixa-título "The Red Shoes", lançada na data de lançamento do álbum. Posteriormente, o álbum foi relançado como Modern Times - Epilogue, em 20 de dezembro de 2013. Sua faixa-título é o single "Friday" e inclui a canção "Pastel Crayon", presente na trilha sonora do drama Bel Ami, onde IU atuou como protagonista. 

## Faixas
| Edição padrão e limitada | |                           |                           |                |         |  |
| N.º                      | Título | Letras                    | Música                    | Arranjos       | Duração |  |
| 1.                       | "Love of B" (을의 연애; Eurui Yeonae, com Bak Ju-won)                                                            | IU                        | Bak Ju-won                |                | 3:11    |  |
| 2.                       | "Everybody Has Secrets" (누구나 비밀은 있다; Nuguna Bimireun Itda, com participação de Gain do Brown Eyed Girls) | Kim Eana                  | Yoon Sang, east4A         |                | 3:49    |  |
| 3.                       | "Between the Lips (50cm)" (입술 사이; Ipsul Sai)                                                                 | G.Gorilla                 | G.Gorilla                 |                | 2:50    |  |
| 4.                       | "The Red Shoes" (분홍신; Bunhongsin)                                                                             | Kim Eana                  | Lee Min-soo               |                | 4:14    |  |
| 5.                       | "Modern Times"                                                                                                   | Kim Eana                  | Jeong Seok-won            |                | 3:25    |  |
| 6.                       | "Bad Day" (싫은 날; Sireun Nal)                                                                                  | IU                        | IU                        |                | 3:52    |  |
| 7.                       | "Obliviate" | Kim Eana, G.Gorilla       | G.Gorilla                 |                | 3:10    |  |
| 8.                       | "Walk with Me, Girl" (아이야, 나랑 걷자; Aiya, Narang Geotja, featuring Choi Baek-ho)                            | Kim Eana, Mr. Kid         | Bak Ju-won, Mr. Kid       |                | 5:00    |  |
| 9.                       | "Havana" | Kim Eana                  | Jeon Jeong-hoon           |                | 4:09    |  |
| 10.                      | "A Gloomy Clock" (우울시계; Uulsigye, com participação de Jonghyun do Shinee)                                    | Kim Jonghyun              | Kim Jonghyun              |                | 2:48    |  |
| 11.                      | "Daydream" (한낮의 꿈; Hannajui Kkum, featuring Yang Hee-eun)                                                    | Choi Kap-won, Mr. Kid, PJ | Choi Kap-won, Mr. Kid, PJ |                | 3:40    |  |
| 12.                      | "Wait" (기다려; Gidaryeo)                                                                                        | IU                        | TEXU, Ophelia             |                | 2:30    |  |
| 13.                      | "Voice Mail (versão coreana)" (faixa bônus)                                                                      | IU                        | IU                        |                | 4:06    |  |
| Duração total:           | Duração total:                                                                                                   | Duração total:            | Duração total:            | Duração total: | 46:44   |  |

Notas
- O título da faixa 4 significa literalmente "The Pink Shoes" (em português: Os sapatos rosa).

| Modern Times - Epilogue - Repackaged album | |                           |                           |         |  |
| N.º                                        | Título | Letras                    | Música                    | Duração |  |
| 1.                                         | "Friday" (금요일에 만나요; Geumyoil-e Mannayo, featuring Jang Yi-jeong do History)                               | IU                        | IU                        | 3:37    |  |
| 2.                                         | "Pastel Crayon" (크레파스; Keurepaseu, de Bel Ami)                                                               | IU                        | Junjaman, KZ              | 3:13    |  |
| 3.                                         | "Love of B" (을의 연애; Eurui Yeonae, with Bak Ju-won)                                                           | IU                        | Bak Ju-won                | 3:11    |  |
| 4.                                         | "Everybody Has Secrets" (누구나 비밀은 있다; Nuguna Bimireun Itda, com participação de Gain do Brown Eyed Girls) | Kim Eana                  | Yoon Sang, east4A         | 3:49    |  |
| 5.                                         | "Between the Lips (50cm)" (입술 사이; Ipsul Sai)                                                                 | G.Gorilla                 | G.Gorilla                 | 2:50    |  |
| 6.                                         | "The Red Shoes" (분홍신; Bunhongsin)                                                                             | Kim Eana                  | Lee Min-soo               | 4:14    |  |
| 7.                                         | "Modern Times"                                                                                                   | Kim Eana                  | Jeong Seok-won            | 3:25    |  |
| 8.                                         | "Bad Day" (싫은 날; Sireun Nal)                                                                                  | IU                        | IU                        | 3:52    |  |
| 9.                                         | "Obliviate" | Kim Eana, G.Gorilla       | G.Gorilla                 | 3:10    |  |
| 10.                                        | "Walk with Me, Girl" (아이야, 나랑 걷자; Aiya, Narang Geotja, featuring Choi Baek-ho)                            | Kim Eana, Mr. Kid         | Bak Ju-won, Mr. Kid       | 5:00    |  |
| 11.                                        | "Havana" | Kim Eana                  |                           | 4:09    |  |
| 12.                                        | "A Gloomy Clock" (우울시계; Uulsigye, com participação de Jonghyun de Shinee)                                    | Kim Jonghyun              | Kim Jonghyun              | 2:48    |  |
| 13.                                        | "Daydream" (한낮의 꿈; Hannajui Kkum, com participação de Yang Hee-eun)                                          | Choi Kap-won, Mr. Kid, PJ | Choi Kap-won, Mr. Kid, PJ | 3:40    |  |
| 14.                                        | "Wait" (기다려; Gidaryeo)                                                                                        | IU                        | TEXU, Ophelia             | 2:30    |  |
| 15.                                        | "Voice Mail (versão coreana)" (faixa bônus)                                                                      | IU                        | IU                        | 4:06    |  |
| Duração total:                             | Duração total:                                                                                                   | Duração total:            | Duração total:            | 53:34   |  |

Notas
- O título da faixa 1 significa literalmente "See You on Friday" (em português: "Vejo você na sexta")

## Histórico de lançamento
| Região        | Data                               | Formato                          | Edição                                  | Gravadora     |
| ------------- | ---------------------------------- | -------------------------------- | --------------------------------------- | ------------- |
| Coreia do Sul | 8 de outubro de 2013               | CD, download digital             | Edição padrão                           | LOEN Tree     |
| Mundo         | 8 de outubro de 2013               | download digital                 |                                         | LOEN Tree     |
| Hong Kong     | 9 de outubro de 2013               | CD                               | Edição padrão                           | Present Media |
| Japão         | 9 de outubro de 2013               | CD de aluguel, CD+DVD de aluguel | Edição padrão, Edição limitada especial | LOEN Tree     |
| Coreia do Sul | 10 de outubro de 2013              | CD+DVD                           | Edição limitada especial                | LOEN Tree     |
| Hong Kong     | 11 de outubro de 2013              | CD+DVD                           | Edição limitada especial                | Present Media |
| Coreia do Sul | 20 de dezembro de 2013 (Repackage) | CD+DVD, download digital         | Edição limitada                         | LOEN Tree     |
| Mundo         | 20 de dezembro de 2013 (Repackage) | download digital                 |                                         | LOEN Tree     |